# Лише, Ханс
Ханс Ли́ше (нем. Hans Liesche, 11 октября 1891 — 30 марта 1979) — немецкий прыгун в высоту, призёр Олимпийских игр.
Родился в Гамбурге. В 1911, 1912, 1913 и 1915 годах становился чемпионом Германии. В 1912 году на Олимпийских играх в Стокгольме завоевал серебряную медаль в прыжках в высоту, используя способ «западный перекат».
После Первой мировой войны Ханс Лише некоторое время продолжал выступать на соревнованиях, завоевав в 1918 году серебряную медаль чемпионата Германии, а в 1919 году — бронзовую.
После Второй мировой войны жил в Западном Берлине.